# Kouta
| 生誕     | 1997年12月15日（27歳） |
| ジャンル | J-POP                  |
| 出身地   | 日本・静岡県           |
| 職業     | 歌手、中学校教諭       |
| 活動期間 | 2015年 -               |
| 事務所   | 現在は不明             |
| 代表楽曲 | 「GO WAY GOAL」        |

Kouta（コウタ、1997年12月15日 - ）は、静岡県浜松市出身の中学校教諭であり、歌手。「歌う先生」と呼ばれている。担当教科は社会科。
ダンス＆ボーカルユニットT-Hobbyの（ティーホビー）のボーカル。ダンス＆ボーカルユニットmulum（ウル）の元メンバー。

## 来歴
本名は美和孝汰。生まれは静岡県浜松市。幼少期からジュビロ磐田の下部組織チームに所属。小学時代は浜松市選抜にも選出された。チームメイトにはアグレミーナ浜松の山桐正護がいる。中学時代はU-15に昇格を果たし、同期に大西遼太郎、山下諒也、森下龍矢、監督は元ジュビロ磐田の山西尊裕で、代表楽曲「GO WAY GOAL」のPVにも出演している。静岡県選抜にも選出され、日本代表としてシンガポール代表や中国代表と戦った。その後、抜群のスピードとフィジカルを武器に得点を量産するアタッカーとして、名門磐田東高校でサッカー部に入団したが、出場機会に恵まれなかった。
2015年、自身が高校在学中にTBS「炎の体育会TV」の「部室に帰ろう」企画でEXILE AKIRAをバックにEXILEの楽曲「Choo Choo TRAIN」を共演したことをきっかけに歌手を目指す。
2016年、高校の同級生とユニット「The GLORY」を結成し、各地のライブハウスでライブ活動を行う。高校卒業時には浜松窓枠で200人規模の単独ライブを行った。しかし、メジャーデビューを目前にユニット解散。同年、大学進学しながら東京、名古屋、沖縄などでライブ活動を行い、ソロ活動を行うようになった。
2019年、「その笑顔を、優しく」でソロCDデビューを果たす。
2020年、サッカー王国静岡を盛り上げる楽曲「GO WAY GOAL」をリリース。同年、「明日も勝とう」で読売ジャイアンツの加藤脩平の登場曲を担当、「Shiny Blue」でアパレルブランドCVRIGのイメージ楽曲に採用された。
2021年、「Wear Heart」で株式会社VOGAのCM楽曲を担当。
2022年、プロフットサルチームのアグレミーナ浜松の応援歌「アグレミーナ feat.寿希」をリリース。2022〜23年シーズンから担当。
2023年、プロラグビーチームの静岡ブルーレヴズの応援歌「Revs Try Again」を新ユニットT-Hobbyでリリース。2023〜2024年シーズンから担当。
2025年、自身の楽曲「GO WAY GOAL」がサッカー日本代表の森下龍矢公式応援ソングに決定。
同年8月18日、K-MIX ROOTS RADIOに生出演し、歌手と教諭のやりがいや、自身の来歴を赤裸々に語った。番組終盤には、「エナジー」が合言葉であることをリスナーに熱く伝えた。